# Senneshütte
Die Senneshütte (italienisch Rifugio Sennes, ladinisch Üćia de Senes) ist eine Schutzhütte in den Dolomiten.

## Lage und Umgebung
Die Senneshütte befindet sich auf 2126 m Höhe im Süden der Sennes-Hochfläche. Sie liegt auf dem Gebiet der Gemeinde Enneberg in Südtirol, Italien, im Naturpark Fanes-Sennes-Prags. In unmittelbarer Nähe der Hütte befinden sich der Sennes-See (ladinisch Lé de Senes) und eine kleine Ansiedlung von Almhütten.
Am einfachsten erreichbar ist die Hütte von St. Vigil aus, dem Hauptort von Enneberg. Von dort gelangt man nach Südosten durch das Rautal am Kreidesee (Lé dla Crëda) vorbei zur Berghütte Pederü. Ab Pederü führt ein Weg in nordöstliche Richtung zum Südrand der Sennes-Hochfläche und weiter zur Senneshütte.
Die Hütte dient als Stützpunkt für Wanderungen und Klettertouren auf der Sennes-Hochfläche und in den umliegenden Bergen. Gegen Nordosten erreicht man die Seekofelhütte, die ein Ausgangspunkt für die Besteigung des Seekofels ist. Auf den nach Nordwesten führenden Wegen gelangt man zur Seitenbachscharte (Forcela de Riciogogn), von der aus man weiter zum Pragser Wildsee absteigen kann, und zum Sennesjoch, das die Hochfläche vom Krippestal (Val de Ćiastlins) trennt.

## Geschichte
Die Senneshütte wurde in den Jahren von 1937 bis 1939 von der Familie Palfrader „Corjel“ erbaut und in den 1940er Jahren eingeweiht. 1962 erhielt sie eine Wasserleitung und einen Stromgenerator, 1968 wurde sie durch eine Straße erschlossen. Eine deutliche Erweiterung erfuhr sie im Zuge von Umbauarbeiten 1985.

## Zustiege
Die Hütte kann erreicht werden von:
- von Pederü
- vom Kreidesee über Weg Nr. 25/24 und die Ciastlins-Sennes-Scharte
- vom Pragser Wildsee über Weg Nr. 23 und die Seitenbachscharte
- vom Pragser Wildsee über den Dolomiten-Höhenweg Nr. 1 über die Ofenscharte und die Seekofelhütte

## Nachbarhütten
- Pederü (1548 m)
- Faneshütte (2060 m) (über Pederü)
- Lavarellahütte (2042 m) (über Pederü)
- Schutzhütte Fodara Vedla (1966 m)
- Seekofelhütte (2327 m)
- Ra Stua Alm (1695 m)[5]

## Karten
- Tabacco 03 Cortina D'Ampezzo Dolomiti Ampezzane (1:25000)[6]